# Орвил
„Орвил“ (на английски: The Orville) е американски сериал, който дебютира на 10 септември 2017 г. по Fox.
На 2 ноември 2017 г. сериалът е подновен за втори сезон.

## Актьорски състав
- Сет Макфарлън – Ед Мърсър
- Адриан Палики – Кели Грейсън
- Пени Джонсън Джералд – Клеър Фин
- Скот Граймс – Гордън Малой
- Питър Макон – Бортус
- Халстън Сейдж – Алара Китан
- Виктор Гарбър – Адмирал Халси
- Джей Лий – Джон Ламар
- Марк Джаксън – Исак

## „Орвил“ в България
Излъчва се по локалната версия на Фокс в България от края на 2017 г. На 12 септември 2022 г. е излъчен трети сезон с разписание всеки понеделник от 22:00 ч. Дублажът е войсоувър в Доли Медия Студио. Ролите се озвучават от Елена Бойчева, Милица Гладнишка, Иван Велчев, Николай Върбанов, Петър Бонев. Режисьор на дублажа е Йоанна Микова.
В трети сезон Гладнишка и Велчев са сменени от Нина Гавазова и Иля Пепеланов.